# Rzemień (wieś)
Rzemień – wieś w Polsce położona w województwie podkarpackim, w powiecie mieleckim, w gminie Przecław.
Wieś położona jest w dolinie Wisłoki. Przez wieś przepływa rzeczka Ruda wpadająca do Tuszymki dopływu Wisłoki.
W pobliżu miejscowości przebiega linia kolejowa nr 25 prowadząca z Łodzi Kaliskiej do Dębicy z przystankiem Rzemień.
W latach 1975–1998 miejscowość administracyjnie należała do województwa rzeszowskiego.
W pierwszej połowie XV w. powstała tam warownia rycerska Tarnowskich. W 1616 Rzemień wszedł w posiadanie Lubomirskich. W 1737 roku Elżbieta Drużbacka zamieszkała w Rzemieniu, kiedy dzierżawił go jej mąż.
W Rzemieniu znajdują się:
- obronna wieża mieszkalna w stylu późnogotyckim, kilkukrotnie przebudowana (w stylu renesansowym i neogotyckim). Po raz pierwszy castrum Rzemyen wymieniono w źródłach w 1508 roku[5]
- pałac wzniesiony w roku 1869 dla Gustawa Szaszkiewicza, rozbudowany w 1931 w oparciu o projekt Zygmunta Hendla,
- wały ziemne z połowy XVII w.

## Części wsi i przysiółki
| SIMC    | Nazwa     | Rodzaj     |
| ------- | --------- | ---------- |
| 0658952 | Białe     | przysiółek |
| 0658917 | Koniec    | część wsi  |
| 0658923 | Lisiarnia | część wsi  |
| 0658969 | Papiernia | przysiółek |
| 0658930 | Rejowiec  | część wsi  |
| 0658946 | Za Torem  | część wsi  |

Do końca 1972 roku częściami Rzemienia były przysiółki Podlas i Łuże, które 1 stycznia 1973 włączono do wsi Rzochów w reaktywowanej gminie Mielec. 1 stycznia 1985 Podlas i Łuże  wraz z Rzochowem włączono do Mielca.
Z dniem 1 stycznia 2023 zniesiono dotychczasową część wsi Rzemień o nazwie Debrzyna, posiadającą SIMC 1042756.